# Microsporum gallinae
Microsporum gallinae ist ein parasitisch auf der Haut vorkommender Pilz (Dermatophyt). Er ist ein vor allem bei Vögeln häufiger Erreger einer Dermatophytose und gehört zu den zoophilen Dermatophyten. Auch beim Menschen kann er eine Erkrankung auslösen, womit er ein Zoonoseerreger ist.
Auf Nährböden bildet der Pilz leicht flaumige oder samtige weiße Kolonien. Im mikroskopischen Bild zeigt er septierte Hyphen und ei- bis birnenförmige, einzellige Mikrokonidien. Die keulen- bis zigarrenförmigen Makrokonidien sind 6–8×15–50 µm groß, haben 2 bis 10, meist 5 oder 6 Zellen. Sie sind leicht gekrümmt und tragen an den Enden feine Stacheln.